# Ida Mann

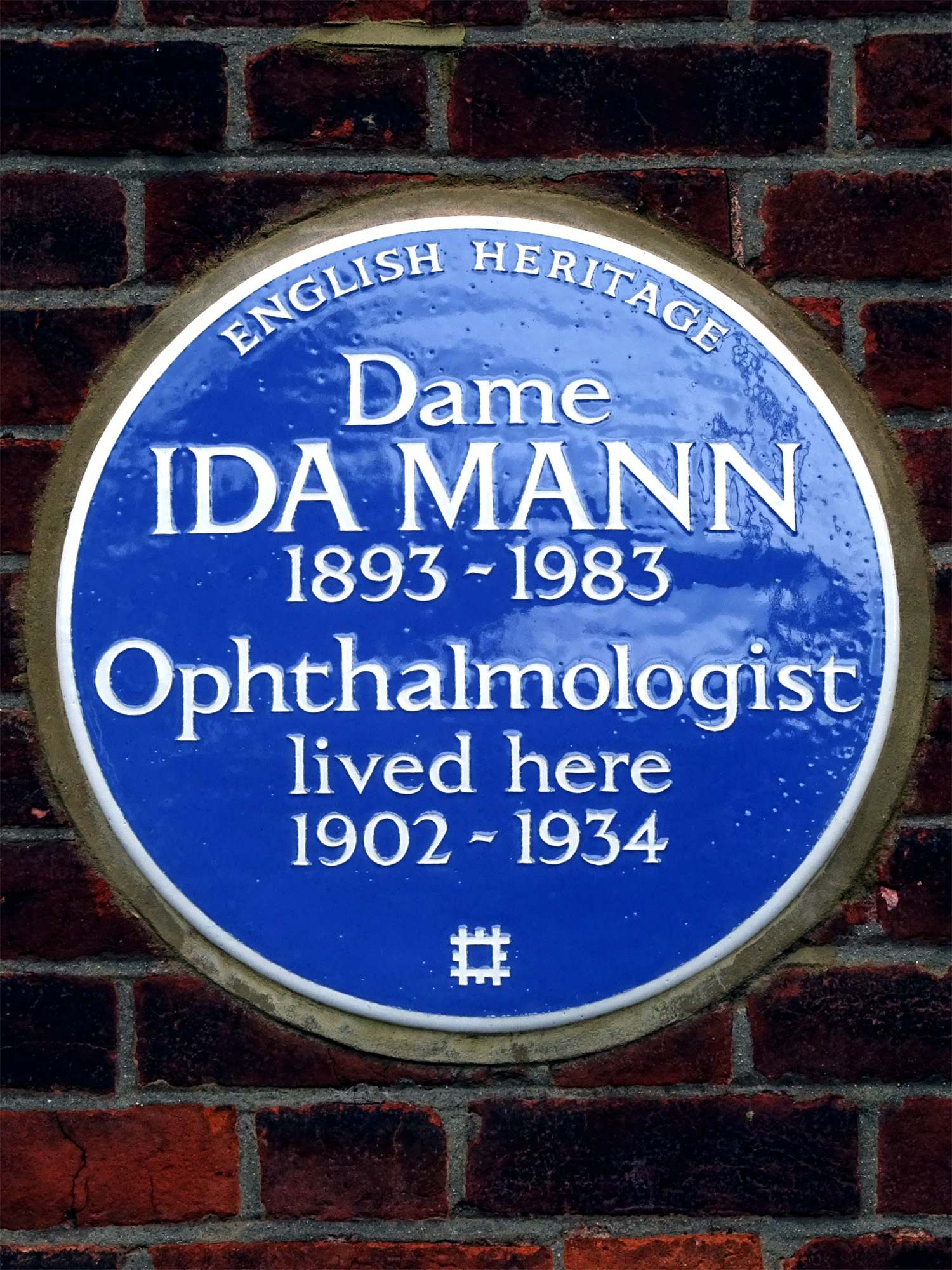
Blaue Plakette, angebracht 2012 in 13 Minster Road, West Hampstead, London NW2 3SE, London Borough of Camden

Dame Ida Caroline Mann, DBE (* 6. Februar 1893 in West Hampstead (London), England; † 18. November 1983 in Perth, Australien) war eine britische Augenärztin und Hochschullehrerin. Sie war die erste Professorin für Augenheilkunde in England und die erste Frau, die 1945 einen Lehrstuhl an der University of Oxford erhielt. Sie war die erste Frau, die zum Senior Surgeon am Moorfields Eye Hospital in London ernannt wurde, und die erste Präsidentin der Contact Lens Society.

## Leben und Werk

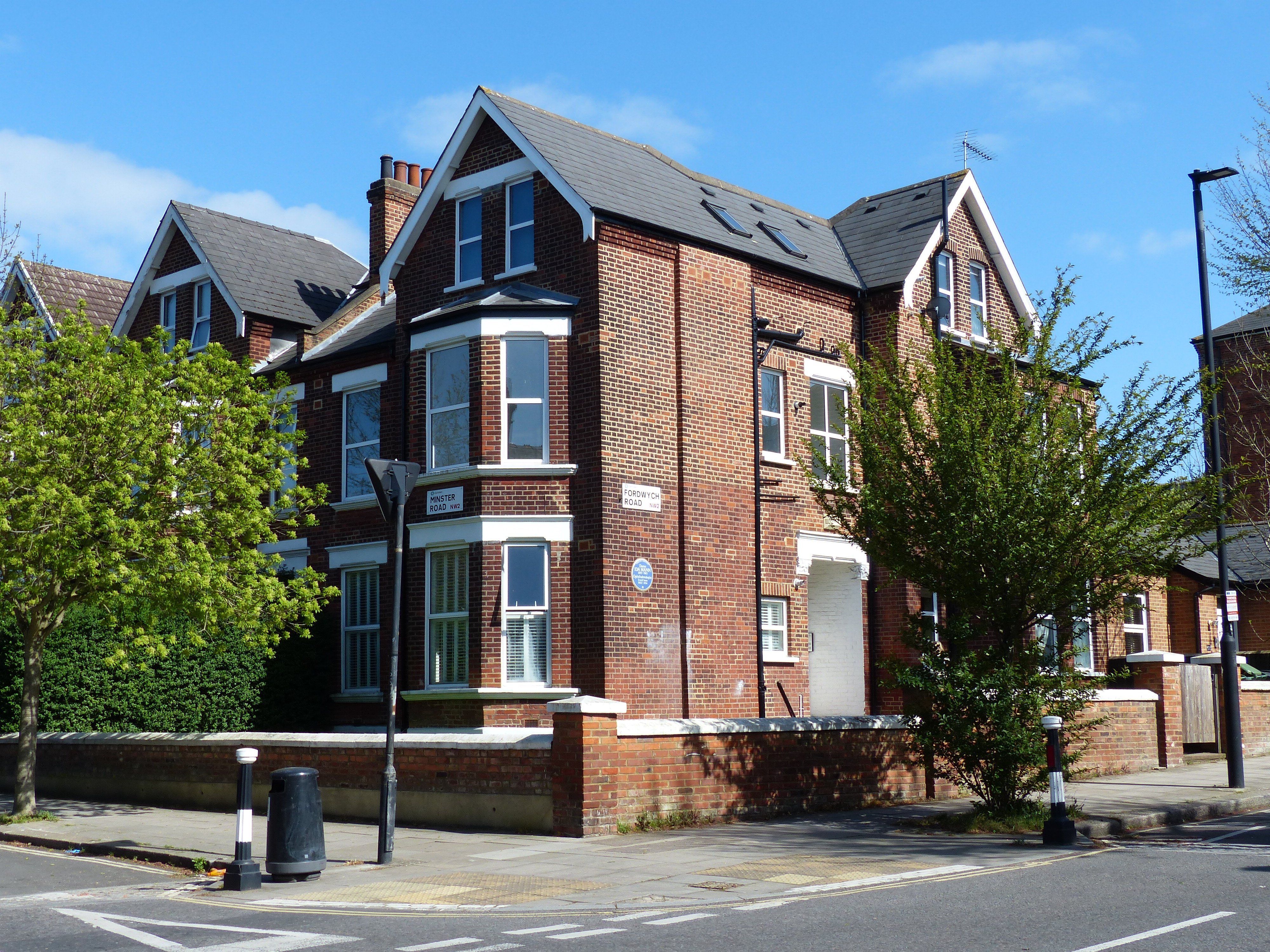
Das Haus von Ida Mann in London, 2020

Mann war das zweite Kind und die einzige Tochter des Beamten Frederick William Mann und von Ellen Packham. Sie wurde an der Wycombe House School in Hampstead unterrichtet und begann dann mit sechzehn Jahren, unter Anleitung ihres Vaters in der Post Office Savings Bank zu arbeiten. Sie studierte ab 1914 an der London School of Medicine for Women. In ihren weiteren Ausbildungszeiten an den Krankenhäusern Royal Free und St. Mary’s qualifizierte sie sich und wurde 1920 Mitglied des Royal College of Surgeons of England (MRCS). Weiterhin erhielt sie das Lizenziat des Royal College of Physicians (LRCP) und den Bachelor of Medicine und Bachelor of Surgery (MB BS). Während ihrer Ausbildung am St. Mary’s Hospital assistierte sie Professor John Ernest Sullivan Frazer in der embryologischen Forschung und wurde so die erste Frau, die dort den Sektionsraum betrat. Ihre Forschungsstudien waren 1924 die Grundlage ihrer Dissertation und 1928 ihres ersten Lehrbuches The Development of the Human Eye.
Nach ihrer Qualifikation spezialisierte sie sich auf Augenheilkunde und übernahm ihre erste Stelle bei Leslie Paton im St. Mary’s Hospital. Sie hatte mehrere Lehraufträge und wurde 1927 als erste Frau zur leitenden Chirurgin im Moorfields Eye Hospital in London ernannt. Gleichzeitig gründete sie eine Praxis als Augenärztin in London.
In der Zeit bis zum Zweiten Weltkrieg erlernte und förderte sie die damals neue Technik der Spaltlampenmikroskopie des Auges, die sie sowohl an Patienten als auch an Tieren im Londoner Zoo anwandte.
1937 half sie dem ungarischen Kontaktlinsen-Pionier Josef Dallos der Bedrohung durch die Nationalsozialisten in Budapest zu entkommen, nachdem sie ihn während einer Taxifahrt durch die Stadt von der Notwendigkeit des Exils überzeugt hatte. Sie gründete mit ihm das erste Kontaktlinsenzentrum im Vereinigten Königreich.
Die Evakuierung des Moorfields Eye Hospital während des Krieges nach Oxford führte zu ihrer Berufung an das St. Hugh’s College. Hier war sie von 1941 bis 1944 Margaret Ogilvie Reader in Augenheilkunde. 1945 wurde sie Professorin für Augenheilkunde und damit die erste Frau, die in Oxford eine Professur erhielt. Sie war dort von Januar 1945 bis 30. September 1947 Titularprofessorin. Während ihrer Zeit in Oxford behandelte sie viele verletzte Soldaten und setzte als Erste Penicillin zur Behandlung von Augeninfektionen ein.

## Augenärztin und Forscherin in Australien
Mann wanderte 1949 mit ihrem Ehemann Professor William Ewart Gye, den sie im Dezember 1944 geheiratet hatte, nach Australien aus. Von 1949 bis 1952 arbeitete sie dort als Augenärztin am Royal Perth Hospital und King Edward Memorial Hospital. Zeitweise führte sie gleichzeitig von 1950 bis 1979 eine private Augenarztpraxis.
Nach dem plötzlichen Tod ihres Mannes übernahm sie die Position einer augenärztlichen Beraterin der westaustralischen Landesregierung und untersuchte die Augenprobleme der indigenen Bevölkerung im Nordwesten. Sie diagnostizierte eine Trachom-Epidemie unter den Ureinwohnern der Kimberley-Region und reiste viel durch Westaustralien, um Ureinwohner mit Trachom zu untersuchen und zu behandeln. Sie war überzeugt, dass eine bessere Unterbringung und Hygiene statt der Verabreichung von Antibiotika diese Gesundheitskrise lindern würde. Später erstreckten sich ihre Untersuchungen über übertragbare Augenkrankheiten auf das Territorium von Papua-Neuguinea und auf Taiwan.
Mann veröffentlichte zahlreiche wissenschaftliche Artikel und mehrere Bücher auf dem Gebiet der Augenanatomie und Augenkrankheiten. Sie schrieb auch über ihre Reisen und Erkenntnisse in Bezug auf das Trachom. Sie veröffentlichte unter ihrem Ehenamen Id Gye oder dem Pseudonym Caroline Gye.
Mann starb im Alter von 90 Jahren am 19. November 1983 in Perth.

## Auszeichnungen
- 1929: Doyne-Medaille, Oxford Ophthalmological Congress
- 1930: Nettleship Medal, Ophthalmological Society of the United Kingdom
- 1950: Commander des Order of the British Empire (CBE)
- 1958: Howe-Medaille, American Ophthalmological Society
- 1961: Bowman-Vorlesung und Medaille, Ophthalmological Society of the United Kingdom
- 1972: Jose-Rizal-Medaille, Asia Pacific Academy of Ophthalmology
- 1977: Ehrendoktorwürde der University of Western Australia
- 1980: Dame Commander des Order of the British Empire (DBE)
- 1983: Ehrendoktorwürde der Murdoch University (Perth, Westaustralien).
- 2007: Aufnahme in die Ophthalmology Hall of Fame

## Veröffentlichungen (Auswahl)
- Notes on the Anatomy of the living Eye, as revealed by the Gullstrand Slitlamp. J Anat. 1925, 59(Pt 2), S. 155–165.
- The Development of the Human Eye. British Medical Association. 1928.
- Reptilian iris [Nettleship Medal Lecture]. Transactions of the Ophthalmological Society of the United Kingdom 50, 1930, S. 310–317.
- Iris Pattern in the Vertebrates. The Transactions of the Zoological Society of London, 21(4), 1931, S. 355–412.
- Developmental Defects of the Lens and Their Embryolog. Glasgow Med Journal 124(2), 1935, S. 49–65.
- Developmental abnormalities of the Human Eye. British Medical Association. 1937.
- Three Cases Fitted with Contact Lenses. Proc R Soc Med. 1939;32(7), S. 759.
- mit P. D. Pullinger: Experiments on the effect of ascorbic acid in mustard gas burns of the eye. Br J Ophthalmol, 24(9), 1940, S. 444–451.
- Study of 84 cases of delayed mustard gas keratitis fitted with contact lenses. Br J Ophthalmol. 1944;28(9), S. 441–447.
- mit A. Pirie: Science of Seeing. 1946.
- mit B.D. Pullinger: An experimental and clinical study of the reaction of the anterior segment of the eye to chemical injury, with special reference to chemical warfare agents. Br J Ophthalmol Monograph supplement XIII. 1948.
- Ophthalmic survey of the Kimberley Division of Western Australia. 1954.
- mit J. Loschdorfer: Ophthalmic Survey Of The Territories Of Papua And New Guinea. 1955.
- Culture, Race, Climate and Eye Disease. An Introduction to the Study of Geographical Ophthalmology. 1966.
- mit R. Golding: The chase: An autobiography. 1983.